# Państwo Boże

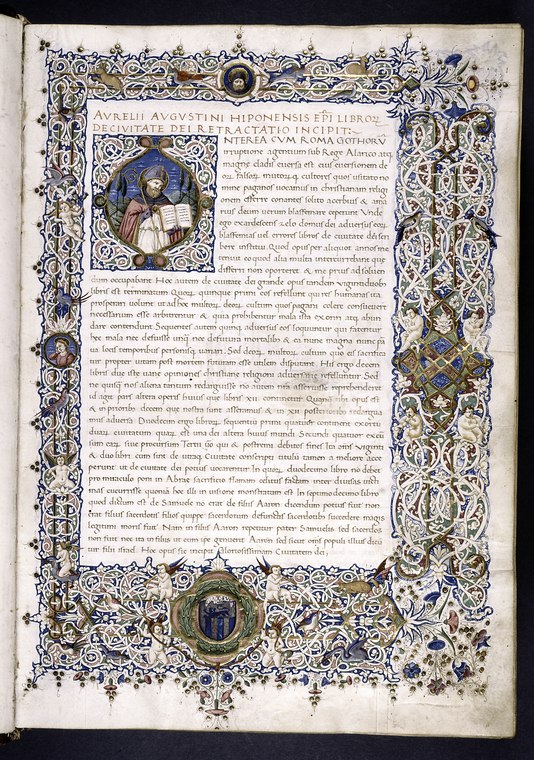
De civitate Dei, karta tytułowa wydania z ok. 1470

Państwo Boże (łac. De Civitate Dei) – dzieło Augustyna z Hippony napisane w latach 413–427. 

## Geneza
Augustyn napisał swój traktat, składający się z 22 ksiąg,  niedługo po najeździe Rzymu przez Wizygotów (410 r.). Wydarzenie to wprawiło społeczeństwo Imperium rzymskiego w stan szoku. Wielu tłumaczyło je karą bogów za porzucanie tradycyjnych religii rzymskich na rzecz chrześcijaństwa. Państwo Boże było zamierzone przez Augustyna jako umocnienie chrześcijan poprzez ukazanie dwóch porządków: doczesnego i wiecznego. Nawet jeśli państwo doczesne (łac. civitas terrena) jest zagrożone, państwo Boże (civitas Dei), czyli Królestwo Boże ostatecznie zatryumfuje.

## Tytuł
Łacińskie De Civitate Dei po polsku, według Władysława Kubickiego, autora jednego z przekładów, współcześnie lepiej oddawać jest jako Państwo Boże, a nie O Państwie Bożym. Słowo civitas można przetłumaczyć po polsku także jako miasto, jak czynił to w swym przekładzie Biblii Wujek. Istnieje ideowy związek z biblijnym świętym miastem Jerozolimą, jak w psalmie 87(86),3: Wspaniałe rzeczy głoszą o tobie, o miasto Boże! albo w psalmie 46(45): Odnogi rzeki rozweselają miasto Boże – uświęcony przybytek Najwyższego. Sam Augustyn wspomina o tej inspiracji psalmami w księdze XI,1. Nowsi tłumacze polscy zdecydowali się jednak przełożyć ten tytuł słowem Państwo, gdyż jest obszerniejsze i dokładniej oddaje myśl społeczną autora.

## Układ i treść dzieła

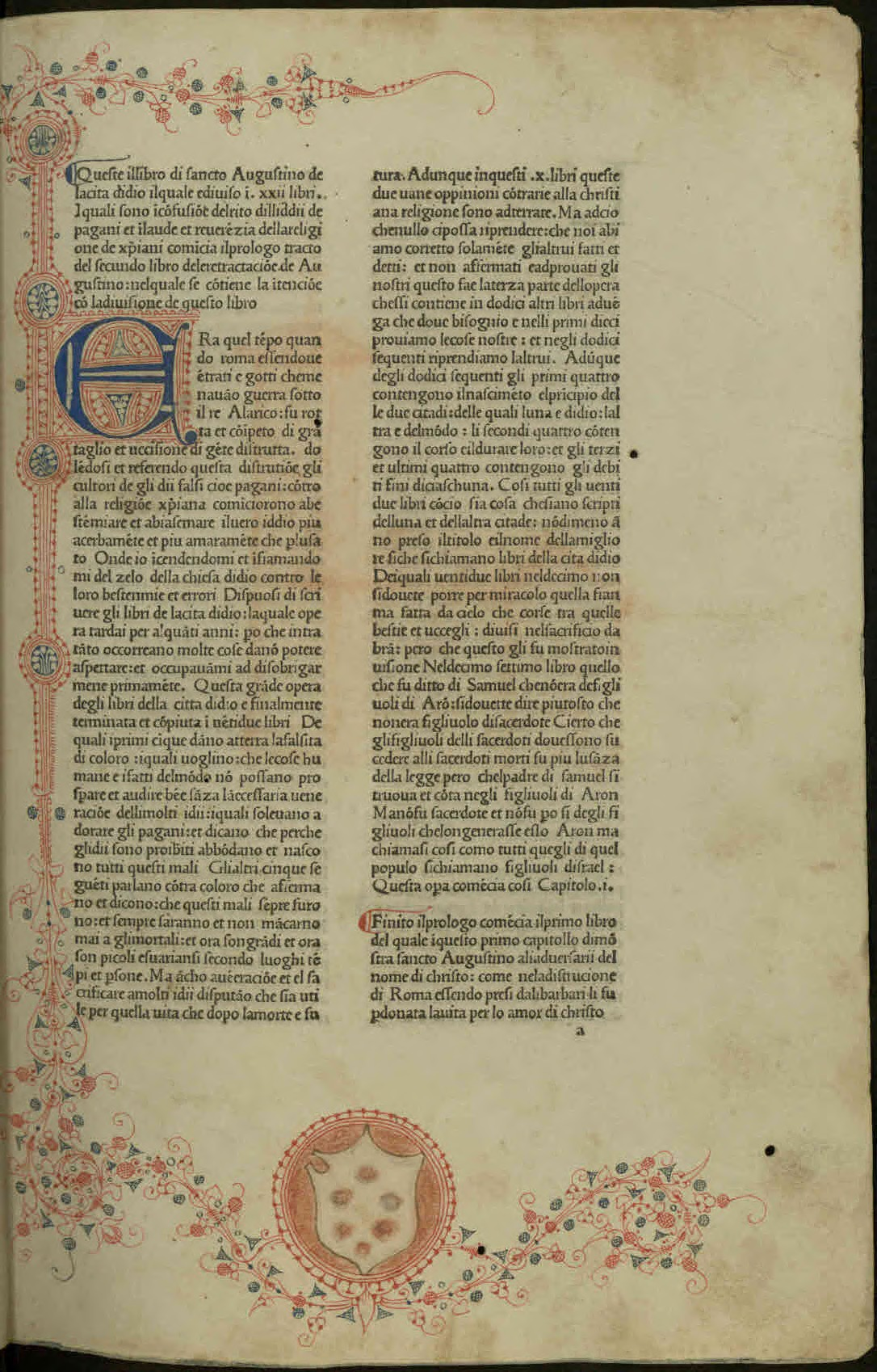
De civitate Dei, wydanie z 1483 r.

### Układ
Pierwsze dziesięć ksiąg jest obszernym wstępem do nauki o państwie Bożym, gdzie Augustyn omawia sytuację społeczną i religijną Cesarstwa Rzymskiego. W tej części polemizuje z fałszywymi, próżnymi poglądami pogan (łac. vanitates): w księgach I-VI z tymi, którzy czcili pogańskie bóstwa ze względu na szczęście doczesne i budowanie potęgi Cesarstwa, zaś w księgach VII-X z tymi, którzy czcili te bóstwa ze względu na szczęście w przyszłym życiu, albo ze względu na dobro duszy.
Druga część dzieła, rozpoczynająca się od księgi XI poświęcona jest ukazaniu i obronie wiary chrześcijańskiej. 
Augustyn w dwunastu księgach omówił trzy okresy istnienia dwóch państw, Bożego i ziemskiego: ich powstanie, rozwój i koniec. Począwszy od stworzenia świata, biskup Hippony przedstawił całą historię zbawienia, „pochód Państwa Bożego przez czasów okręgi” (zob. XVII,1).
Augustyn sam, na początku księgi XVIII, opisał schemat tej drugiej części:

W czterech księgach idących po księdze dziesiątej przedstawiłem zrodzenie się dwóch państw. Potem w jednej księdze, która jest księgą piętnastą niniejszego dzieła, opisałem rozwój ich od pierwszego człowieka do potopu. Odtąd aż do Abrahama oba państwa zarówno w czasie, jak w moim opisie odbywały swój pochód razem. Lecz poczynając od praojca Abrahama aż do okresu królów izraelskich, na czym skończyliśmy księgę szesnastą, i odtąd znów aż do cielesnego przyjścia samego Zbawiciela, do czego prowadzi nas księga siedemnasta, mogłem sprawić wrażenie, że w dziele mym szło naprzód samo tylko państwo Boże; a tymczasem w okresie tym pospieszało wcale nie samo: podobnie jak od początku, oba państwa zmieniały w rodzaju ludzkim stosunki jednoczesnym swoim rozwojem. Jednak postąpiłem tak w tym celu, aby od dnia, gdy obietnice Boże zaczęły się stawać jaśniejsze, aż do zrodzenia się z Dziewicy Tego, w którym miały się spełnić obietnice początkowe, bez wtrącania dziejów będącego po przeciwnej stronie drugiego państwa wyraźniej ukazać najpierw rozwój państwowości Bożej, chociaż do objawienia nowego przymierza kroczyła ona nie w świetle, lecz w cieniu. Teraz więc, jak widzę, trzeba uzupełnić, com był pominął, by w miarę, o ile się okaże to wystarczające, przedstawić jak od czasów Abrahama rozwijało się również tamto państwo. Chodzi mi o to, iżby czytelnicy mogli w myśli obie państwowości porównać (XVIII,1).

- W księdze XI Augustyn mówił o stworzeniu świata, o naturze świetlistej aniołów oraz o upadku niektórych z nich.
- W księdze XII mówił o relacjach i łączności  aniołów i ludzi.
- W księdze XIII analizował grzech pierworodny pierwszych rodziców.
- Następnie w księgach XIV-XXII, w schemacie sześciu dni stworzenia (Heksaemeron), ale także zgodnie z etapami dojrzewania człowieka, od wieku niemowlęcego do starości (por. XVI,53), Augustyn opisał sześć okresów rozwoju ludzkości. W okresie trzecim, od Abrahama do Dawida, „naród ten dojrzał, tak jak dojrzewa człowiek w trzecim okresie wieku swego” (XVI,24.2):

1. Adam i Ewa – Noe: XII,22 – XV.
2. Noe – Abraham: XVI,1-34.
3. Abraham – Dawid: XVI,35 – XVII,20.
4. Dawid – Wygnanie babilońskie i panowanie rzymian: XVII,21-24
5. Wygnanie babilońskie – Jezus Chrystus: XVIII,1-54. W pierwszych 26 rozdziałach księgi XVIII Augustyn omówił pochód państwa ziemskiego wespół z państwem Bożym. Następnie przedstawił zapowiedzi proroków o Chrystusie i opowiedział o spisaniu ksiąg Biblii hebrajskiej, ich kanoniczności oraz o przekładzie na grekę, zwanym  Septuagintą (rozdz. 27-45). W rozdziale 46 ukazał narodzenie Chrystusa, jako spełnienie proroctw, a w rozdziałach 47-54 narodziny i rozwój Kościoła. W księdze XIX Augustyn omówił cele, do których dąży każde z dwóch państw.
6. Jezus Chrystus – powtórne przyjście Chrystusa na końcu czasów (eschaton): księgi XX – XXII. Augustyn obszernie omówił Sąd ostateczny (księgi XX i XI) i zmartwychwstanie ciał (księga XXII)[4]

### Ofiara jako sakrament i Eucharystia
W księdze X Augustyn rozwinął nauczanie o znaczeniu ofiary w rozumieniu pogan i chrześcijan. W rozdz. 4 i 5 tej księgi podkreślał, że chrześcijańskie przeżywanie ofiary cechuje wewnętrzność i duchowość. Stwierdził, że  widzialna ofiara jest sakramentem, czyli pewnym świętym znakiem niewidzialnej ofiary. Określenie to cieszyło się popularnością teologów średniowiecznych. Podobnie jak inne jego stwierdzenie z początku rozdz. 6 :

Prawdziwą ofiarą jest przeto każde dzieło, które się przyczynia do połączenia nas świętą wspólnotą z Bogiem, to znaczy dzieło odnoszące się do owego najwyższego dobra, dzięki któremu możemy stać się naprawdę szczęśliwi (X,6).

Augustyn ukazywał, że życie w służbie Boga jest składaniem ofiar Bogu (por. Rz 12,1). Nie składają je sami chrześcijanie – ofiara ich życia jest składana Bogu przez Chrystusa, który jest Najwyższym Kapłanem. On sam, jako Głowa ciała Kościoła ofiarował się w swej Męce, aby uczynić ich członkami swego ciała. To właśnie chrześcijanie przeżywają w sakramencie Eucharystii. Eucharystia jest ofiarą dziękczynną, ponieważ jest sakramentem lub świętym znakiem tej jednej rzeczywistości, która jest ofiarą Chrystusa, głowy i członków.

### Dwa państwa
W księdze XIV Augustyn opisał różnicę między dwoma państwami, państwem Bożym i państwem tego świata, symbolicznym Babilonem. Biskup Hippony zaczerpnął z nauczania Pawła z Tarsu, który w Liście do Galatów 5,19nn nauczał o dwóch rodzajach postaw człowieka: o „życiu według ducha” i ”życiu według ciała”. Według Augustyna tu właśnie przebiega granica między dwoma państwami:

Choć żyje na świecie tyle tak wielkich narodów, mających różne zwyczaje i obyczaje tudzież odznaczających się ogromną rozmaitością języków, broni i odzieży, to jednak wytworzyły się pośród nich nie więcej jak dwie odmiany ludzkiej społeczności, które, stosując się do naszych Pism, możemy słusznie nazywać dwoma państwami. Jedno z nich jest, naturalnie, państwem ludzi chcących żyć podług ciała, drugie – państwem ludzi chcących żyć podług ducha. Każde z nich pragnie żyć w odpowiednim dla siebie pokoju; i istotnie żyje w takim pokoju, kiedy osiąga to, czego pożąda (XIV,1).

Wyjaśniając jak należy rozumieć „życie według ciała”, Augustyn tłumaczył, że ciało oznacza tu całego człowieka, gdyż Apostoł Paweł „często nazywa ciałem również samego człowieka, to jest naturę człowieka, stosując się do takiego sposobu mówienia, w którym częścią oznacza się całość” (XIV,2.1). Dlatego Augustyn argumentował, że można stwierdzić, że „życie według ciała” jest faktycznie „życiem według człowieka”, ograniczaniem się do wartości jedynie ludzkich. Ktoś tak postępujący żyje w kłamstwie nie dlatego, że natura człowieka jest kłamstwem, lecz dlatego, że człowiek z natury jest stworzony do życia według prawdy, a prawdą jest sam Bóg-Chrystus, który powiedział o sobie: „Ja jestem prawdą” (por. J 14,6). W konsekwencji „przeciwstawne sobie państwa powstały stąd... iż jedni żyją według człowieka, a drudzy według Boga” (XIV,4). Mówiąc, że ciało jest symbolem całej osoby Augustyn podkreślał też, że to dusza niejednokrotnie jest odpowiedzialna za „uczynki według ciała”, nie zaś ciało. Według biskupa Hippony, który użył tu gry słów, ciało (łac. carnis) jest przyczyną postaw „cielesnych” (łac. carnalitates), zaś duch ludzki (łac. animus) jest źródłem różnego rodzaju kłótni, gniewu, „animozji” (łac. animositates) (por. XIV,2.2). Obydwie grupy wad, według Apostoła, „rodzą się z ciała” (Ga 5,19), gdyż, „postępować według zasad czysto ludzkich znaczy to samo, co być cielesnym, gdyż przez ciało, to jest przez część człowieka, rozumie się człowieka” (XIV,4.2). W piątym rozdziale Augustyn ukazał błąd popełniany przez manichejczyków, ale także neoplatończyków, choć w mniejszym stopniu, widzących przyczynę wszystkich występków jedynie w ciele. Augustyn z mocą podkreślił, że „dusza nie tylko pod wpływem ciała pożąda, boi się, raduje i smuci, że także sama przez się może być niepokojona tymi namiętnościami” (XIV,5). 
Mimo że chrześcijaństwo zostało uznane za oficjalną religię imperium, Augustyn podkreślał, że podstawowe przesłanie Ewangelii jest duchowe, nie polityczne. Przekonywał, że chrześcijanie powinni skupiać się na sprawach mistycznego, niebiańskiego miasta, Nowej Jerozolimy (por. Ap 21,2) — bardziej niż na doczesnej polityce.

## Znaczenie
Papież Benedykt XVI postawił tezę, że Państwo Boże może pretendować do miana dzieła życia Augustyna – jego najważniejszego traktatu, który po dziś dzień zachowuje ważność. Papież tak ocenił jego znaczenie:

Ta księga jest źródłem, na podstawie którego można właściwie określić prawdziwą świeckość i kompetencję Kościoła, wielką prawdziwą nadzieję, jaką nam daje wiara. Ta wielka księga ukazuje dzieje ludzkości, którą kieruje Boża Opatrzność, a obecnie podzielonej przez dwie miłości. I to jest zasadniczy obraz Augustyna, jego interpretacja historii, która jest walką między dwiema miłościami: miłością własną, «aż po obojętność na Boga», i miłością Boga, «aż po obojętność na samego siebie» (De civitate Dei, XIV, 28), aż po pełną wolność od siebie, dla innych, w świetle Bożym.

## Wydania
Łacińskie wydanie krytyczne ukazało się w 1955 r. w ramach serii Corpus Christianorum, tomy: 47 i 48, wydali B. Dombart, A. Kalb.
Państwo Boże było kilkakrotnie tłumaczone na j. polski:
- O Mieście Bożym (pierwsze pięć ksiąg), przeł. Mateusz Gładyszewicz, Kraków 1835 r.
- Państwo Boże, przeł. Władysław Kubicki, Kęty: Wydawnictwo ANTYK – Marek Derewiecki, 1998, s. 968.
- O Państwie Bożym. Przeciw poganom ksiąg XXII, przekład i opracowanie Wiktor Kornatowski, Instytut Wydawniczy PAX, Warszawa 1977.